# Salpa řetězová
Salpa řetězová (Thetys vagina) je druh pláštěnce ze třídy salp.

## Taxonomie
Popisnou autoritu salpy řetězové představuje německý přírodovědec Wilhelm Gottlieb Tilesius von Tilenau (1802). Salpa řetězová je jediným zástupcem rodu Thetys v čeledi salpovití (Salpidae). Druhové jméno vagina získala díky svému vzhledu velké duté trubice.
Vědecká synonyma k platnému jménu Thetys vagina jsou následující:
- Salpa (Thetys) vagina Tilesius, 1802
- Salpa costata Quoy & Gaimard, 1825
- Salpa herculea Dall, 1872
- Salpa neapolitana Della Chiaje, 1841
- Salpa tilesii Cuvier, 1804
- Thetys costata (Quoy & Gaimard, 1825) – nekorektně přepisováno i jako Tetys costata
- Thetys tilesii (Cuvier, 1804) – nekorektně přepisováno i jako Tetys tilesii

## Popis
Podobně jako ostatní salpy, i salpa řetězová během svého životního cyklu střídá pohlavní a nepohlavní rozmnožování. Jde o zástupce řádu salpovců (Salpida), pro nějž je charakteristické vnitřní oplození a následná výživa zárodků prostřednictvím „placenty“ ve vejcovodu. Solitérně žijící stádium salpy řetězové dosahuje velikosti až 33 cm, což je mezi salpami rekordní hodnota. Tělo vyniká dvaceti nepříliš dobře vyvinutými svalovými obroučkami (přerušenými), dvěma zelenými výběžky vycházejícími ze zadní části těla a načervenalým trávicím ústrojím. Ze solitérního jedince pučí zooidi, kteří zajišťují pohlavní rozmnožování. Jsou o něco menší a mají pouze pět svalových obrouček, na mateřském jedinci pučí ve dvou řadách.

## Ekologie
Salpa řetězová je filtrátor obývající tropické a mírné vody Tichého, Atlantského a Indického oceánu. Žije v epipelagické vrstvě, typicky jen do asi 150 m hloubky, přičemž toleruje teplotu vody od 7 do 20 °C a salinitu v rozsahu 33,9–35,6 g/l. Společně se žebernatkami, žahavci a dalšími salpami tvoří součást tzv. želatinového zooplanktonu, ovšem ekologie tohoto živočicha zůstává z velké části neznámá.
V úživných oblastech s dostatkem fytoplanktonu (např. v místech lokálního výstupu mořských proudů) se má tendenci namnožit. Roje salp se objevují například v Japonském a Tasmanově moři, ovšem nezdá se, že by jejich vznik ovlivňovaly nějaké sezónní cykly. Výzkum salp řetězových v Tasmanově moři z ledna 2009 určil nejvyšší zaznamenanou úroveň jejich biomasy na 852 g/m3. Těla uhynulých salp při těchto abundancích usnadňují transport organických látek do hlubších vrstev oceánu a hrají nezanedbatelnou úlohu v biogeochemickém toku uhlíku. Přímo salpami se živí vyjma jiných bezobratlých (včetně dalších zástupců želatinového zooplanktonu) např. mořské želvy, mořští ptáci a mnoho ryb. Studie z roku 2015 potvrdila, že salpu řetězovou využívají langusty australské (Panulirus cygnus) jak coby zdroj potravy, tak coby transportní prostředek.